# José Miguel Minhonha
José Miguel Minhonha (3 novembre 1966) è un ex calciatore angolano, di ruolo difensore.

## Carriera

### Nazionale
Ha collezionato 10 presenze con la maglia della Nazionale.